# Notes pour Debussy - Lettre ouverte à Jean-Luc Godard
Pour plus de détails, voir Fiche technique et Distribution.
Notes pour Debussy - Lettre ouverte à Jean-Luc Godard est un film français réalisé par Jean-Patrick Lebel et sorti en 1988.

## Synopsis
Construite au début des années 1960, la barre Debussy de la Cité des 4000 à La Courneuve est détruite le 18 février 1986. Jean-Luc Godard y avait tourné Deux ou trois choses que je sais d'elle en 1967.

## Fiche technique
- Titre : Notes pour Debussy - Lettre ouverte à Jean-Luc Godard
- Réalisation : Jean-Patrick Lebel
- Photographie : Gilberto Azevedo et Dominique Chapuis
- Montage : Christiane Lack
- Musique : Marc Perrone
- Son : Martin Boissau et Alix Comte
- Production : Périphérie Production - ZDF - Citécâble
- Pays de production :  France -  Allemagne
- Genre : documentaire
- Durée : 80 minutes
- Date de sortie : France - 16 novembre 1988[1]

## Distribution
- Marina Vlady
- Claude Miller